# Chinees schubdier
Het Chinees schubdier (Manis pentadactyla)  is een zoogdier uit de familie van de schubdieren (Manidae). De wetenschappelijke naam van de soort werd in 1758 gepubliceerd door Carl Linnaeus.

## Kenmerken
Het lichaam van dit schubdier is bedekt met lichtgele schubben met een doorsnee van 5 cm, uitgezonderd de snuit, wangen, buik en binnenzijde van de poten. Het kan alle kwetsbare delen bedekken, door zich als een bal op te rollen. De lichaamslengte bedraagt 40 tot 58 cm, de staartlengte 25 tot 38 cm en het gewicht 2 tot 7 kg.

## Leefwijze
Met zijn dunne 40 cm lange tong worden mieren en termieten naar binnen gewerkt. Het is een echte acrobaat, die dankzij zijn grijpstaart en lange klauwen in bomen klimt. Het is ook een goede graver.

## Verspreiding
Deze solitaire soort komt voor in de gematigde en tropische wouden en open habitats van Oost- en Zuidoost-Azië, met name in oostelijk Nepal.

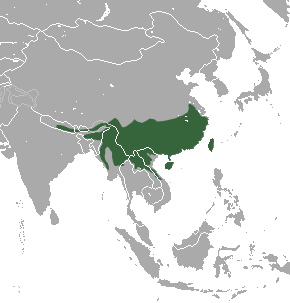
Verspreidingsgebied van het chinees schubdier